# 溫溜穴
溫溜穴是属于手陽明大腸經的腧穴，是大腸經的郄穴。

## 定位
阳溪与曲池的连线上，腕横纹上5寸。

## 主治
头痛、面肿、咽喉肿痛、肩背酸痛等。

## 操作
直刺0.5～1寸；可灸。